# Minioptère pâle
Miniopterus pallidus
Espèce
Synonymes
- Miniopterus schreibersii pallidus Thomas, 1907
- Miniopterus schreibersii pulcher Harrison, 1956[1]

Le Minioptère pâle (Miniopterus pallidus) est une espèce de chauves-souris de la famille des Miniopteridae, auparavant considérée comme une sous-espèce du Minioptère de Schreibers (Miniopterus schreibersii).

## Répartition
Cette espèce vit au Proche-Orient.